# Three Rivers Stadium

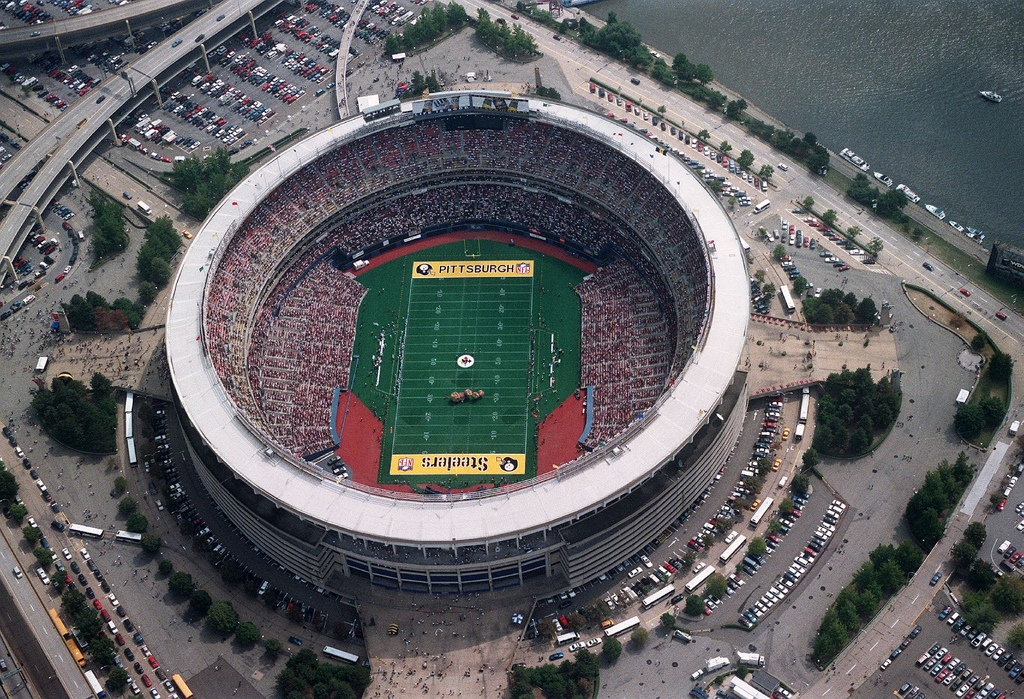
Luftansicht des Stadions, 1996

Das Three Rivers Stadium war ein Stadion in Pittsburgh, Pennsylvania. Es diente von 1970 bis 2000 als Austragungsort für die NFL-Spiele der Pittsburgh Steelers und die MLB-Spiele der Pittsburgh Pirates.
Nach der Schließung des Three Rivers Stadium 2001 wurde das Stadion abgerissen und die Pirates und Steelers zogen in neu gebaute Stadien. Die Pittsburgh Steelers und die Pittsburgh Panthers spielten ab 2001 im unmittelbar angrenzend neu erbauten Heinz Field (heute Acrisure Stadium). Die Pittsburgh Pirates zogen in den 500 Meter östlichen gelegenen PNC Park.
Der Name des Stadions bezieht sich auf seine Lage direkt am Zusammenfluss des Allegheny River und Monongahela River zum Ohio River.
Am 20. September 1970 fand das erste NFL-Spiel im Three Rivers Stadium statt, eine 7:19-Niederlage gegen die Houston Oilers. Die meisten Zuschauer für ein Footballspiel im Three Rivers Stadium kamen am 15. Januar 1995, als 61.545 Zuschauer das Spiel der Steelers gegen die San Diego Chargers sahen, das die Steelers mit 13:17 verloren.